# Epidendrum parvilabre
Epidendrum parvilabre är en orkidéart som beskrevs av John Lindley. Epidendrum parvilabre ingår i släktet Epidendrum och familjen orkidéer. Inga underarter finns listade i Catalogue of Life.